# Sphaerius humicola
Sphaerius humicola is een keversoort uit de familie oeverkogeltjes (Sphaeriusidae). De wetenschappelijke naam van de soort werd in 1995 gepubliceerd door Löbl.